# Władysław Bakałowicz
Władysław Bakałowicz (ur. 28 maja 1833 w Chrzanowie, zm. 15 listopada 1904 w Paryżu) – malarz rodzajowy i portrecista.
W latach 1846–1852 kształcił się w warszawskiej Szkole Sztuk Pięknych. W 1863 roku wyjechał do Paryża, gdzie zyskał powodzenie malując niewielkie obrazki odtwarzające postacie w strojach XVI-XVII-wiecznych, zwłaszcza sceny z życia dworu francuskiego za panowania Henryka II Walezjusza. Otrzymał później obywatelstwo francuskie i przyjął nazwisko Ladislav Bakalowicz.
Początkowo malował portrety pastelowe, później zajmował się malarstwem historycznym i rodzajowym, wystawiając swe prace w Salonach paryskich. Swoją twórczość prezentował także w Brukseli, Berlinie, Wiedniu, Londynie i Nowym Jorku oraz w kraju: w Warszawie, Krakowie i Lwowie.
Jego żoną była aktorka Wiktoryna Józefa Bakałowicz, z którą miał syna Stefana Aleksandra, później zajmującego się malarstwem akademickim.

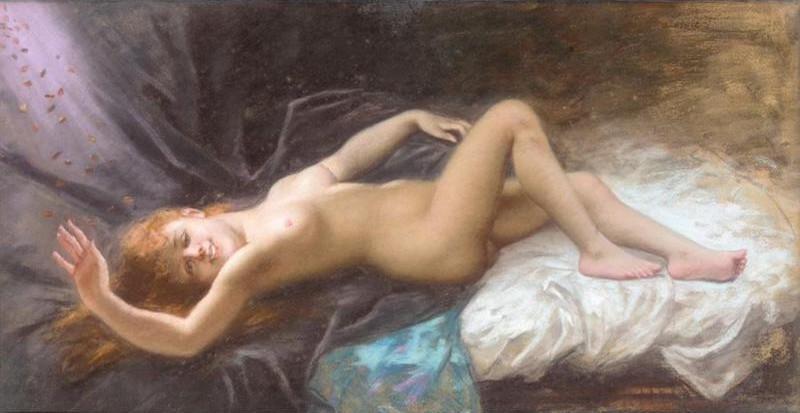
Leżąca
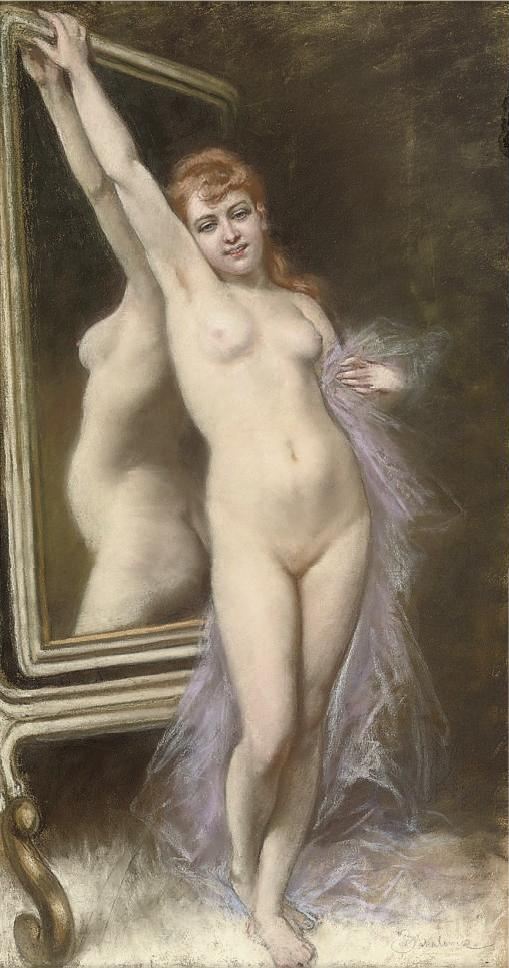
Akt przed lustrem
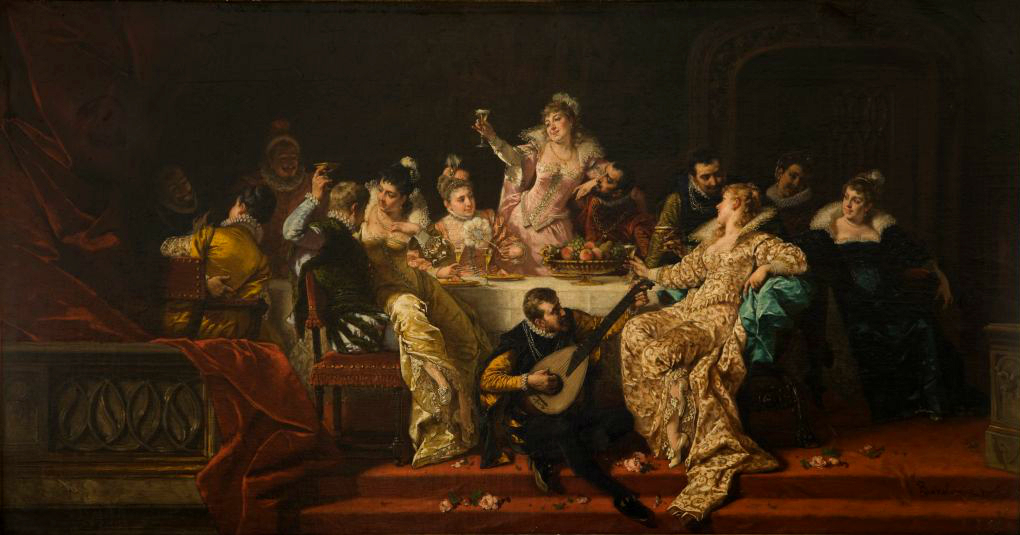
Renesansowy bankiet
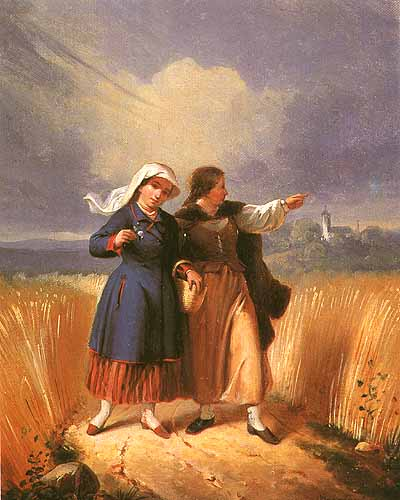
Droga wśród zbóż
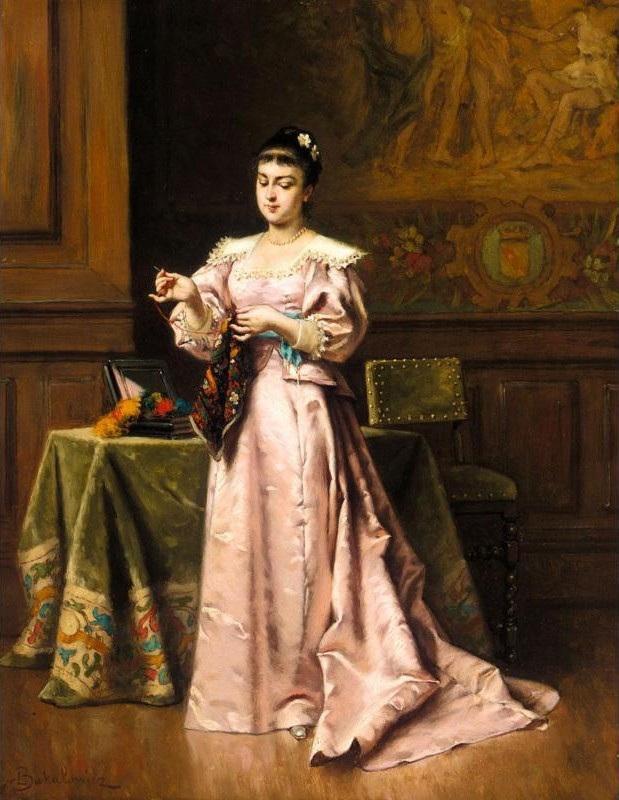
Haft
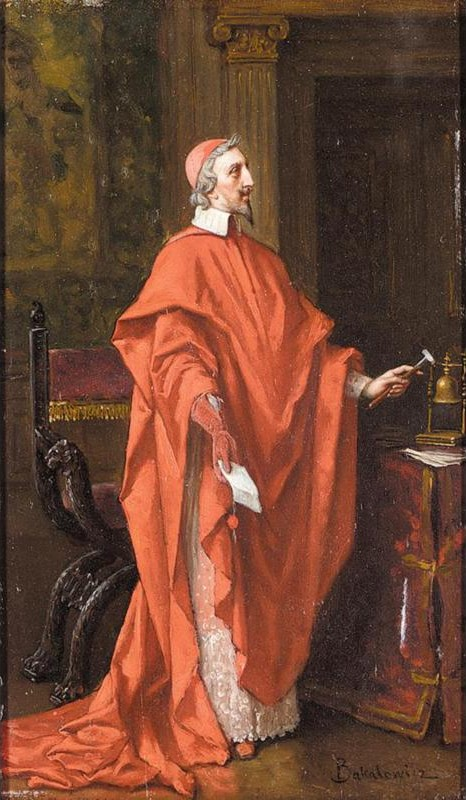
Kardynał Richelieu